# Metriocnemus stevensi
Metriocnemus stevensi är en tvåvingeart som beskrevs av Sublette, Stevens och Shannon 1998. Metriocnemus stevensi ingår i släktet Metriocnemus och familjen fjädermyggor. Inga underarter finns listade i Catalogue of Life.